# Cane dell'Atlas
Il cane dell'Atlas (anche conosciuto come Atlas Mountain Dog, Aïdi o Chien de Montagne de l'Atlas) (nome berbero Aïdi n Atlas) è una razza canina di origine nord africana (Marocco, Tunisia, Algeria) riconosciuta dalla FCI (Standard N. 247, Gruppo 2, Sezione 2, Sottosezione 2).

## Storia
Il cane dell'Atlas esiste da tempi immemorabili sulle montagne e sugli altopiani del Nord Africa. Oggi si può trovare in largo numero sui monti Atlante del Marocco, il paese che ha scritto lo standard di razza.
Il cane da montagna dell'Atlas è utilizzato principalmente dalle popolazioni seminomadi delle regioni montuose ed ha il solo compito di difendere il suo padrone e la sua gente. Non ci sono cani da pastore nella regione dell'Atlante.

## Descrizione
La coda è lunga, guarnita di pelo con pennacchio, attaccata all'incirca sul prolungamento della linea dei reni, tenuta a riposo bassa. Il pelo è spesso, ruvido e semilungo in quasi tutto il corpo eccetto che sul collo e sotto la gola, soprattutto nei maschi, il pelo forma una criniera e sugli arti e la coda, guarniti di pelo lungo e molto folto. I colori di questa razza sono molto variabili: sabbia, fulvo, bianco, slavato, rossiccio, con tigrature, bianco e nero, bianco e fulvo con o senza tracce nere, tricolore, sono i più comuni. Gli occhi sono spesso di grandezza media, scuri indipendentemente dal colore del mantello. Le palpebre sono leggermente oblique e ben pigmentate; sembrano truccate nei soggetti a mantello chiaro. Lo sguardo non può che essere vivacissimo, attento e scrutatore. La testa ha una forma simile a un orso, asciutta e molto ben proporzionata al corpo. Gli zigomatici non sono cesellati nel cranio, largo e piatto, con una presenza leggera di un solco mediano. La cresta occipitale, benché presente, è poco accentuata.

## Carattere
Molto fedele, affezionato e docile con il suo padrone e i membri della famiglia, il cane dell'Atlas mostra grandi abilità inerenti alla guardia. Sempre allerta, misura istintivamente la gravità e la prossimità di un pericolo e senza alcuna paura provvede a un'appropriata ed efficiente risposta.